# Muntele Măslinilor
Muntele Măslinilor (în ebraică:הר הזיתים Har HaZeitim, în arabă: ‏جبل الزيتون Djebel Az-Zeytun), numit și muntele Eleon, este un munte la est de Orașul Vechi al Ierusalimului .Muntele este numit după dumbrăvile de măslini care l-au acoperit în trecut. El este un reper important în religiile iudaică și creștină, de asemenea este venerat și de religia islamică. 
Pe munte există mai multe biserici însemnate și un vechi cimitir evreiesc cu 150.000 morminte, între care mai recent, cel al lui Menahem Beghin. Evenimente cheie din viața lui Isus, așa cum este relatată de Evanghelii, au avut loc pe Muntele Măslinilor, inclusiv în grădina Ghetsemani (Gat Shmanim), de asemenea în Faptele  apostolilor el este desemnat ca locul de unde Isus s-a înălțat la cer. Din cauza asocierii muntelui cu Isus și mama sa,Fecioara Maria, muntele este un străvechi loc de pelerinaj pentru creștini. 
O mare parte a muntelui este ocupată de At-Tur, un sat arab care a devenit cartier al Ierusalimului.
Altitudinea sa maximă este de 809 m deasupra nivelului mării.
De pe înălțimea Muntelui măslinilor se poate vedea o excelentă panoramă a Orașului Vechi al Ierusalimului și din acest motiv majoritatea desenelor, picturilor și fotografiilor Ierusalimului s-au realizat în trecut de pe Muntele Măslinilor.   